# Мелекес (Татарстан)
Мелекес — село в Тукаевском районе Татарстана. Административный центр Мелекесского сельского поселения.

## География
Находится на реке Мелекеска в пригородной зоне Набережных Челнов, в 10 км к юго-западу от железнодорожной станции Набережные Челны и в 2,5 км к югу от станции Круглое Поле.

## История
В архивных источниках о селе Мелекес (Мәләкәс) упоминается с 1795 года. Но, село основано значительно раньше. В летописных «Булгарских повествованиях», составленных Хиссам Эд-дин Булгари, упоминается о деревне Мелекес следующее: сообщается, что Тимур-Аксак (Тимерлан) в 1490 году, после посещения последователей в устье «Тоймы», из Елабуги «переправляясь в деревне Мелькас, он поклонился (последователям), войска же квартировали у жителей по реке Каме. Наступила осень и время идти снегу».
Об этнической принадлежности жителей того времени деревни Мелекес говорит Выпись из писцовой книги Зыбина (конец XVII — начало XVIII веков), воспроизводящая границы земельных владений челнинских крестьян, упоминает и их ближайших соседей. Так, перечисляются, например, крестьянские наделы татарских деревень — Шемелиной, Верхних Шукралей, Верхних и Нижних Куватов, Бичериной, Нижнего и Верхнего Мелекеса.
После падения Казанского ханства в 1552 г., ханские земли вдоль больших рек стали дворцовыми, то есть перешли в собственность царской семьи, и селиться на них разрешалось лишь православным. На новых дворцовых землях особенно ревностно выполнялся царский указ об отселении аборигенного населения от берегов Волги и Камы на 25 верст и заселение их православными крестьянами. Татары деревни Мелекес со временем тоже были вынуждены оставить свою деревню, и выселились, видимо, дальше на восток.
В период строительства Закамских укрепленных линий (1651—1830 гг.) сюда переводили на работу с нагорной стороны Казанской губернии чувашей, марийцев и удмуртов. Назначались они на разные сроки, но некоторые оставались за Камой и на постоянное жительство (Списки, 1866, с. XVIII). В списках сел старокрещеных татар указаны почти все деревни крещеных татар Мензелинского и Белебеевского уездов Уфимской губернии — Юшады, Мелекес, Савалеево, Маты, Ахманово, Азмеево и другие (ЦГА Б АССР, ф. 138, оп. 2, ед. хр. 47). По всей вероятности, на тех пустынных землях брошенных деревень заселились переселенцы-кряшены из Заказанья и центральных районов бывшего Казанского ханства (Матвеев, 1910; Никольский, 1914). В архивных материалах говорится: «Кряшены Мелекеса являются переселенцами Арской и Зюрейской „даруг“». Причинами переселения в восточные районы указываются наличие свободных земель и большие природные богатства.
Часть населения пришла на новые места, уже будучи христианами (крещеные татары и часть чувашей), а другие — мусульманами и язычниками. Крещеные татары в архивных документах и записях Уфимской епархии обозначены как старокрещеные (Златоверховников, 1895, 120—ISO). Так, в записях Уфимской епархии о селе говорится: «Мелекес Уфимского уезда Казанской дороги, ясагиные старокрещены, пришедшие из разных мест; жены взяты из д. Монай, Сейтак, Пяначи, Чабья — Зюрейской дороги, Мортыш — Арской дороги» (ЦГАДА, ф. 350, оп. 3, ед. хр. 465). Таким образом, село в своей истории имеет крещено-нагайбакские и бесермянские корни (Исследования кандидата исторических наук М. Глухова, г. Казань).

## Название
По мнению ученых (венгерского филолога Немет), название «Мелекес», произошло от этнонимов угро-тюркских племен «меле» и «кесе», по другим источникам: из иранского «мал» — «стоячая вода» и древнетюркского «угуз» — «река».

## Население
Постоянных жителей было: в 1870—931, в 1897—1529, в 1913—1895, в 1920—1855, в 1926—1162, в 1938—1013, в 1949—821, в 1958—686, в 1970—763, в 1979—627, в 1989—845, 808 в 2002 году (татары 72 %, фактически кряшены), 903 в 2010.

## Инфраструктура
В селе имеется детский сад, средняя школа, дом культуры, библиотека.

## Культура
В 2014 году началось строительство церкви.